# Journaldienst
Journaldienste werden in manchen österreichischen Ämtern und Unternehmen für Abendstunden und an Wochenenden eingerichtet, um für Notfälle und dringende Anfragen Fachpersonal bereitzustellen. Ein Journaldienst entspricht annähernd einem Bereitschaftsdienst, wird jedoch am normalen Dienstort geleistet.